# Capucin pie
Spermestes fringilloides
Espèce
Statut de conservation UICN

 LC  : Préoccupation mineure
Le Capucin pie (Spermestes fringilloides) est une espèce de passereau appartenant à la famille des Estrildidae.

## Répartition
Son aire dissoute s'étend à travers l'Afrique subsaharienne.

## Habitat
Il habite les savanes et les forêts humides tropicales et subtropicales en plaine et les prairies sèches.